# Uncaria elliptica
Uncaria elliptica és una espècie del gènere Uncaria de plantes amb flor de la família de les rubiàcies. És endèmica de Sumatra i Sri Lanka. És una planta enfiladissa que es fa en boscos tropicals humits. S'ha emprat en la medicina tradicional i com a font de tanins per a tenyir. Com altres espècies d'aquest gènere, la U.elliptica és una font important de productes medicinals naturals que s'extreuen de la seva escorça, com triterpens i alcaloides (roxburghina X, roxburghina D, ajmalicina, formosanina, isomitrafilina, mitrafilina, rutina i altres).